# (24743) 1992 NF
1992 أن أف (ويعرف أيضًا باسم (24743) 1992 أن أف وفق تسمية الكوكب الصغير) (بالإنجليزية: 1992 NF)‏ هو كويكب ضمن حزام الكويكبات؛ وترتيبه 24743 من حيث الاكتشاف.
اكتُشف هذا الجُرم الفلكي بواسطة اليانور إف. هيلين في 2 يوليو 1992.

## وصلات خارجية
- (24743) 1992 NF في قاعدة بيانات مختبر الدفع النفاث لأجرام النظام الشمسي الصغيرة

- الاكتشاف · مخطط المدار ·  العناصر المدارية · المعلمات المادية

- (24743) 1992 NF على موقع ويكي سكاي: DSS2, SDSS, GALEX, IRAS, Hydrogen α, X-Ray, Astrophoto, Sky Map, Articles and images